# Rita Keszthelyi
Rita Keszthelyi   (Budapest, 10 de desembre de 1991) és una jugadora de waterpolo hongaresa. Als Jocs Olímpics d'Estiu de 2012, 2016 i 2020, hi va competir amb la selecció d'Hongria. Va marcar dos dels gols que van ajudar la seva selecció a guanyar el partit per la medalla de bronze als Jocs Olímpics del 2020. D'ençà del 2022 és jugadora del Centre Natació Mataró.